# QuickTime
QuickTime (читається квіктайм) — технологія та серія застосунків, розроблених Apple для відтворення різних форматів цифрового відео, звуку, тексту, анімації, музики, і панорамних зображень. Остання версія QuickTime 7.7.9 від 2016 року.
У Mac OS X Snow Leopard QuickTime 7 було припинено на користь QuickTime Player X, який відмовився від застарілого фреймворку QuickTime на користь фреймворку AVFoundation. QuickTime Player X не підтримує редагування відео (окрім обрізання кліпів) або плагінів для додаткової підтримки кодеків. macOS Catalina припинила підтримку всіх 32-розрядних додатків, включно з фреймворком QTKit і старим QuickTime 7.
Застосунки і технології QuickTime складаються з: 
1. QuickTime Player — власне медіа-плеєр від Apple.
2. QuickTime framework, середовище, що надає набір API для кодування і розкодування аудіо- та відео-даних.
3. QuickTime Movie (.mov) відкритий документований формат даних для медіа-вмісту.

Працює на платформах Mac OS X та Windows.
QuickTime Player має здатність інтегруватися у веббраузери для відтворення цифрових медіа, що передаються через інтернет.

## Дивись також
- QuickTime Player